# Buariki Village (ort i Kuria)
Buariki Village är en ort i Kiribati.   Den ligger i örådet Kuria och ögruppen Gilbertöarna, i den södra delen av landet, 130 km söder om huvudstaden Tarawa. Buariki Village ligger 11 meter över havet och antalet invånare är 199. Den ligger på ön Kuria.
Terrängen runt Buariki Village är mycket platt.  Närmaste större samhälle är Takaeang Village, 17,0 km öster om Buariki Village. 